# 'Ndrina Grande Aracri
La 'ndrina Grande Aracri è una cosca malavitosa o 'ndrina della 'ndrangheta calabrese che opera a Cutro, in Calabria, al nord, in Emilia-Romagna (Parma, Piacenza, Brescello, Fidenza e Salsomaggiore), Veneto (Verona), Lombardia (Mantova, Cremona) ed all'estero in Germania.
Tra le attività illegali praticano: il traffico di droga, le false fatturazioni, l'estorsione in particolare verso i villaggi turistici e per ultimo la costruzione del CARA a Sant'Anna.

## Storia

### Anni '70 e '80 - Sotto i Dragone
Nel 1982, Antonio Dragone è costretto a spostarsi in Emilia-Romagna a causa del soggiorno obbligato e decide di lasciare gli affari di Cutro a Nicolino Grande Aracri. Quest'ultimo proveniva, come Antonio Dragone, da una famiglia di umili origini e cominciò a sviluppare traffici di droga tra Cutro e l'Emilia-Romagna, la Lombardia e la Liguria ma anche in Germania, Svizzera e Francia.
Nel 1987 rientra per la prima volta nelle investigazioni della polizia di Crotone.

### Anni '90 - La scissione dai Dragone
Il 30 settembre 1990 sul lungomare di Crotone per una lite automobilistica avviene una sparatoria tra Paolo Bellini e un pescivendolo rimasto ucciso insieme a due ragazzi che erano con lui. Bellini poi confessò, ma l'episodio è ancora rimasto impunito. Il fatto viene raccontato anche dal collaboratore Angelo Salvatore Cortese.
Nel 1992 sono gli autori degli omicidi in Emilia di Nicola Vasapollo e Giuseppe Ruggiero.
Nel 1995 Nicola Grande Aracri viene arrestato per possesso di munizioni e armi da guerra. Successivamente finisce in altre inchieste della Criminalpol di Bologna, della questura di Cremona e della polizia svizzera e tedesca.
Nel 1999 scoppia la faida con l'omicidio di Raffaele Dragone figlio di Antonio, di cui anni prima Nicola Grande Aracri aveva rifiutato di essere testimone di nozze.
Nel 2000 furono uccisi Antonio Macrì e Rosario Sorrentino.

### Anni 2000 - Faida tra i Grande Aracri-Valerio e gli Arena-Dragone
Nel 2000, sempre secondo il pentito Cortese, emerge un'alleanza con i Vrenna-Bonaventura per dividere al 50% i guadagni delle attività illegali di Cutro.
Il 3 marzo 2000 con l'omicidio a Isola Capo Rizzuto di Franco Arena e Francesco Scerbo scoppia una faida tra i Grande Aracri-Nicoscia-Capicchiano e Russelli e gli Arena-Trapasso-Dragone e Megna.
19 dicembre 2000 - operazione Scacco Matto contro la cosca Grande Aracri e Nicoscia, tra cui viene arrestato il capobastone Pasquale Nicoscia.
Il 5 marzo a Steccato di Cutro viene ucciso Sergio Iazzolino, il 22 marzo Salvatore Blasco. 22 febbraio 2003, operazione "Edilpiovra": quattordici arrestati, tra cui Francesco Grande Aracri, per estrosione.
Il 1º maggio ci fu una sparatoria a colpi di armi da guerra di cui molotov, granate e bazooka fatta partire dalla 'Ndrina della famiglia Valerio nella piazza principale di Gualtieri, aiutati dai loro alleati (Grande Aracri) contro il comando dei Carabinieri.
Il 6 maggio 2004 muoiono Rocco Corda e Bruno Ranieri, legati ai Nicoscia; mentre il 10 maggio viene ucciso il boss Totò Dragone.
In risposta a quel duplice omicidio i Nicoscia il 2 ottobre uccidono Carmine Arena.
21 ottobre 2005 - operazione Grande Drago contro i Grande Aracri e i Dragone.
Nel 2008 c'è stata una ripresa della faida tra i Grande Aracri alleati insieme ai Nicoscia contro i Dragone e gli Arena.
23 ottobre 2008: diventa esecutiva la sentenza di condanna a tre anni e sei mesi più due anni di libertà vigilata, per associazione a delinquere di stampo mafioso, per Francesco Grande Aracri.
Il 26 novembre 2008 si viene a conoscenza da un collaboratore di giustizia che alcune cosche del crotonese tra cui i Grande Aracri avevano intenzione di uccidere il sostituto procuratore Bruni con un bazooka o fucili di precisione.
Il 27 novembre 2009 si conclude l'operazione Pandora che porta 37 ordinanze di custodia cautelare nei confronti dei Grande Aracri, dei Nicoscia coinvolti in una faida con gli Arena-Trapasso-Dragone e Megna.

### Anni 2010 - Il Cara di Sant'Anna, L'operazione Aemilia e il Crimine dei Grande Aracri
Il 25 gennaio 2010, durante l'operazione Grande Maestro, vengono eseguite 12 ordinanze di custodia cautelare verso presunti esponenti dei Grande Aracri. Sono accusati di associazione mafiosa, estorsione, e detenzione illegale di armi.
Il 4 giugno 2013 con l'operazione Old Family a Crotone vengono arrestate 35 persone appartenenti alle cosche Vrenna-Ciampà-Corigliano-Bonaventura, Farao-Marincola, Ciampà-Megna-Cazzato, Grande Aracri e Morabito accusati a vario titolo di associazione di tipo mafioso estorsioni, detenzione di armi e traffico di stupefacenti e di armi, in cui figurano anche nuove leve come Francesco Franco, Andrea Leto, Luca Manente, Corrado Valsavoia, Alfonso Cazzato e Danilo Cazzato. Accusati a vario titolo di estorsioni traffico d'armi e narcotraffico e associazione di tipo mafioso appartenenti al gruppo del boss Egidio Cazzato detenuto nel regime carcerario 41-bis di Ascoli Piceno.
Nel novembre 2013, l'autorità giudiziaria ha sequestrato tre milioni di euro di beni di Francesco Grande Aracri, residente a Brescello, fratello del boss Nicolino Grande Aracri. Nel luglio 2015 viene notificato il decreto di confisca di tali beni.
Secondo la relazione semestrale della DIA del I semestre 2014 a Cutro sarebbe nato il nuovo Crimine della famiglia Grande Aracri che avrebbe assunto il controllo di tutte le attività illecite nella parte settentrionale della regione.
Il 21 gennaio 2015, la Guardia di Finanza di Reggio Emilia ha sequestrato beni per oltre 10 milioni di euro a Palmo Vertinelli, imprenditore residente a Montecchio legato alla cosca.
Il 24 gennaio 2015, la Guardia di Finanza di Bologna con l'unità cinofila di Reggio Emilia sequestrò una cifra superiore a 100 milioni di euro e oltre 5 tonnellate di cocaina in possesso alla Famiglia Valerio situata a Luzzara e ricollegandosi alla Famiglia Grande Aracri con delle microspie posizionate nella Villa della Famiglia Valerio e della Famiglia Grande Aracri.
Il 28 gennaio 2015 si conclude l'operazione Aemilia con l'arresto di 160 persone in Emilia-Romagna, Lombardia, Piemonte, Veneto, Calabria e Sicilia delle procure di Bologna, Catanzaro e Brescia tra cui affiliati dei Grande Aracri e il presunto capo di Reggio Emilia Nicolino Sarcone, il capogruppo di Forza Italia di Reggio Emilia, Giuseppe Pagliani. Le persone sono accusate di associazione di tipo mafioso, estorsione, usura, porto e detenzione illegali di armi, intestazione fittizia di beni, reimpiego di capitali di illecita provenienza, emissione di fatture per operazioni inesistenti.
Il 29 gennaio 2015 si conclude l'operazione Kyterion diretta dalla Direzione distrettuale antimafia di Catanzaro che porta all'arresto di 37 presunti affiliati ai Grande Aracri.
Nel luglio 2015 si svolge una nuova fase dell'operazione Aemilia: nove arresti, un sequestro di nove società, beni e attività commerciali dal valore di 330 milioni di euro, e un altro sequestro di beni per circa mezzo milione di euro.
Il 4 gennaio 2016 si conclude l'operazione Kyterion 2 diretta dalla Direzione distrettuale antimafia di Catanzaro che porta all'arresto di 16 presunti affiliati ai Grande Aracri, dalle indagini si scoprono presunti tentativi di collegarsi ad esponenti del Vaticano e della Corte di cassazione, nonché l'intrusione in ordini massonici e cavalierati da parte del capo-locale Nicolino Grande Aracri. A quest'ultimo sarebbe attribuito un conto corrente con 200 milioni di euro a cui è collegata una fideiussione per un investimento edilizio in Algeria.
Il 13 febbraio 2017 si conclude tra Lombardia, Veneto ed Emilia-Romagna l'operazione Valpolicella della DIA di Padova che hanno arrestato 3 persone, e altri 36 sono indagati e a vario titolo accusati di associazione mafiosa, estorsione, frode fiscale e rapina alcuni riconducibili ai Grande Aracri e Dragone del crotonese.
Il 10 luglio 2017, vengono chiesti 30 anni di carcere per Nicolino Grande Aracri.
Il 19 luglio 2018 la Corte d'assise d'appello di Catanzaro condanna Nicolino ed il fratello Ernesto entrambi all'ergastolo.
19 ottobre 2017: operazione Aemilia 1992.
Il 12 marzo 2019 si conclude l'operazione Camaleonte che porta all'arresto di 33 persone nelle città di Treviso, Vicenza, Padova, Belluno, Rovigo, Reggio Emilia, Parma, Milano e Crotone accusate di far parte di un sodalizio di 'ndrangheta riconducibile ai Grande Aracri e a vario titolo accusate di associazione mafiosa, estorsione, violenza, usura, sequestro di persona e riciclaggio.
Il 25 giugno 2019 si conclude l'operazione Grimilde che porta a 16 ordinanze di custodia cautelare tra cui Francesco Grande Aracri e i figli Salvatore e Paolo accusati a vario titolo di estorsione, usura e riciclaggio ma anche il presidente del consiglio di Piacenza Giuseppe Caruso accusato di associazione mafiosa.

### Anni 2020 - L'operazione Thomas e la collaborazione di Nicola Grande Aracri
Il 15 gennaio 2020 si conclude l'operazione Thomas della Guardia di Finanza che arresta l'ex dirigente dell'area tecnica del comune di Cutro (2007-2015) e presidente del CDA della banca di credito cooperativo crotonese, un medico del policlinico di Roma e un imprenditore (sposato con Giovanna Grande Aracri sorella di Nicola Grande Aracri) accusati a vario titolo di associazione di stampo mafioso, abuso d'ufficio e traffico di influenze illecite.
Il 19 ottobre 2020 si conclude il processo scaturito dall'operazione Camaleonte del 2019 a carico dei due fratelli Bolognino a capo di una organizzazione malavitosa in Veneto facente capo ai Grande Aracri. Francesco Bolognino viene condannato a 13 anni di carcere mentre Francesco Bolognino a 6 anni per associazione mafiosa e riciclaggio di denaro, accusa ricaduta anche ad imprenditori compiacenti.
Il 19 novembre 2020 nell'operazione Farmabusiness viene arrestato il presidente del consiglio regionale della Calabria Domenico Tallini accusato di concorso esterno in associazione mafiosa per aver favorito attività imprenditoriali con sede a Catanzaro nell'ambito della distribuzione farmaceutica attive in Calabria, Puglia ed Emilia-Romagna legate ai Grande Aracri. In totale son state arrestate 19 persone.
21 gennaio 2021: operazione Basso Profilo contro i Vrenna-Ciampà-Corigliano-Bonaventura, gli Arena e i Grande Aracri.
12 marzo 2021: operazione Perseverance contro i Sarcone e i Muto, collegati con i Grande Aracri.
Il 17 aprile 2021 le forze dell'ordine rivelano la collaborazione di Nicola Grande Aracri.
27 ottobre 2021: operazione Turos contro i Grande Aracri.

## Organizzazione
Membri
- Nicolino Grande Aracri, detto Il professore o Mano di gomma, capobastone arrestato con dote di "Crimine internazionale" ricevuta da Antonio Pelle e referente per il crotonese succeduto ad Antonio Ciampà, nonché capo crimine della Calabria centro-settentrionale[1][4]. Condannato all'ergastolo dalla Corte di Cassazione nel processo Kyterion il 6 giugno 2019 per l'omicidio di Antonio Dragone avvenuto nel 2004[8][9][10][11] durante la faida di Cutro[65].
- Ernesto Grande Aracri, fratello di Nicolino, condannato all'ergastolo nel processo Kyterion il 6 giugno 2019[65].
- Francesco Grande Aracri, condannato per associazione mafiosa[48].
- Antonio Grande Aracri.

## 'Ndrine alleate
- Arena (Isola Capo Rizzuto)
- Nicoscia (Isola Capo Rizzuto)
- Vrenna-Bonaventura (Crotone)
- Comberiati-Garofalo (Petilia Policastro)
- Ferrazzo (Mesoraca)
- Greco con a capo Angelo Greco (1965)[4]
- Pelle-Vottari (San Luca)
- Famiglia Valerio (Cutro)
- Mannolo (San Leonardo di Cutro)
- Trapasso-Zoffreo (San Leonardo di Cutro)